# Il paradiso può attendere
Il paradiso può attendere (Heaven Can Wait) è un film del 1978 diretto da Warren Beatty e Buck Henry.
Il film è un remake di L'inafferrabile signor Jordan (Here comes Mr. Jordan), girato nel 1941 da Alexander Hall (in questa prima versione il film, che vedeva come protagonista Robert Montgomery, era ambientato nel mondo del pugilato e non del football).
Il film ha avuto a sua volta un rifacimento nel 2001, Ritorno dal paradiso (Down to Earth), diretto da Chris e Paul Weitz.

## Trama
Joe Pendleton, campione di football americano, muore in un incidente automobilistico e si ritrova in Paradiso, al cospetto del funzionario Mr. Jordan. Questi, scoprendo che il suo angelo custode ha commesso un errore prelevando l'anima troppo in fretta, e che Joe sarebbe dovuto morire in realtà dopo 50 anni, ordina all'angelo custode di rimettere l'anima nel corpo. Il corpo però è stato cremato e pertanto a Joe viene offerto come alternativa il corpo del ricco capitano d'industria Leo Farnsworth, che sta per essere assassinato dalla moglie. Il patto è che la nuova "sistemazione" sia provvisoria, in attesa di prendere il corpo di qualche altro giocatore di football.
Joe accetta e prende possesso del corpo di Farnsworth prima che esso venga scoperto senza vita, e con le nuove provvisorie sembianze si innamora di Betty, una ambientalista militante venuta dall'Inghilterra per protestare contro una raffineria che proprio Farnsworth voleva costruire: stupisce sia i suoi consiglieri sia la donna cambiando la sua politica aziendale per andare incontro alle esigenze degli ambientalisti. Determinato a giocare la finale del campionato di football, rintraccia il suo vecchio allenatore (confidandogli, dimostrandolo, chi è veramente) affinché porti in forma anche un poco allenato capitano d'industria. Pur di giocare compra quella che era stata la sua squadra per riavere il suo ruolo di quarterback. Contemporaneamente al suo impegno di diventare, anche come Farnsworth, giocatore di football, coltiva la storia d'amore con Betty, alla quale chiede di sposarlo dichiarandosi intenzionato a divorziare dalla moglie.
Quando Farnsworth muore, anche stavolta assassinato, il funzionario celeste gli assegna il corpo di un altro vero giocatore di football, il suo compagno di squadra Tom Jarret, e prima che se ne scopra il decesso avvenuto proprio durante la finale, Joe/Jarret conduce la sua squadra alla vittoria. Il protagonista perderà stavolta la memoria di tutto il passato, di entrambe le due precedenti identità, e continuerà la sua vita nel corpo di Tom Jarret, ma incontra ancora Betty, e per una sorta di destino i due si innamorano ancora e stavolta la storia tra loro continua. L'unico a conoscere il suo segreto sarà il vecchio allenatore della prima vita.

## Produzione
Inizialmente Beatty voleva scritturare Muhammad Ali per la parte del protagonista, ma a causa dei continui impegni di Ali nella boxe, Beatty cambiò il personaggio da pugile a giocatore di football americano ed interpretò lui stesso il personaggio. Il tema principale è la canzone Heaven Can Wait eseguita da Dave Grusin e London Symphony Orchestra. Neil Diamond compose un pezzo intitolato Heaven Can Wait specificatamente per il film, ma Beatty lo respinse. La canzone Did We Meet Somewhere Before? di Paul McCartney & Wings fu presa in considerazione come tema per il film, ma alla fine fu scartata. Apparve in seguito nella pellicola Rock 'n' Roll High School (1979).
La fittizia partita del Super Bowl (Pittsburgh Steelers vs. Rams) venne filmata durante l'intervallo della partita pre-stagionale San Diego Chargers vs. Los Angeles Rams al Los Angeles Memorial Coliseum il 1º settembre 1977 (circa un anno e mezzo dopo l'uscita del film, nel gennaio 1980, i Rams e gli Steelers si affrontarono veramente al Super Bowl XIV).
La residenza utilizzata come villa di Farnsworth è la casa di campagna "Filoli", situata a Woodside, California, a sud di San Francisco. Altra location del film, seppur breve, fu l'Evergreen Cemetery di Los Angeles.
In un'intervista Buck Henry disse che mentre si girava la scena ambientata in paradiso alcuni componenti della troupe e del cast svennero a causa delle sostanze usate per fare le nuvole.

## Premi e riconoscimenti
- Premi Oscar 1979
  - Migliore scenografia a Paul Sylbert, Edwin O'Donovan e George Gaines
  - Candidatura come Miglior film a Warren Beatty
  - Candidatura come Migliore regia a Warren Beatty e Buck Henry
  - Candidatura come Miglior attore protagonista a Warren Beatty
  - Candidatura come Miglior attore non protagonista a Jack Warden
  - Candidatura come Miglior attrice non protagonista a Dyan Cannon
  - Candidatura come Migliore sceneggiatura non originale a Elaine May e Warren Beatty
  - Candidatura come Migliore fotografia a William A. Fraker
  - Candidatura come Miglior colonna sonora a Dave Grusin
- Saturn Awards 1979
  - Miglior film fantasy
  - Miglior attore a Warren Beatty
  - Miglior attrice non protagonista a Dyan Cannon
  - Miglior sceneggiatura a Elaine May e Warren Beatty
  - Candidatura come Migliori costumi a Theadora Van Runkle e Richard Bruno
  - Candidatura come Miglior regia a Warren Beatty e Buck Henry
  - Candidatura come Miglior colonna sonora a Dave Grusin
  - Candidatura come Migliore attore non protagonista a James Mason
- Directors Guild of America Awards 1979
  - Candidatura come Miglior regia a Warren Beatty e Buck Henry
- Golden Globe 1979
  - Miglior film commedia o musicale
  - Miglior attore in un film commedia o musicale a Warren Beatty
  - Miglior attrice non protagonista a Dyan Cannon
- Writers Guild of America Award 1979
  - Miglior commedia non originale a Elaine May e Warren Beatty

## Remake
Nel 2001 è stato realizzato un altro remake di questo film, Ritorno dal paradiso (Down to Earth), diretto da Chris Weitz e Paul Weitz.

## Influenza culturale
Nel 1986 Steve Harris, bassista e principale compositore del gruppo NWOBHM degli Iron Maiden, scrisse un brano traendo ispirazione da questo film. Il brano si chiama, appunto, Heaven Can Wait ed è contenuto nell'album Somewhere in Time.